# Gaikai
Gaikai – firma świadcząca usługi grania w chmurze, własność Sony Computer Entertainment. Platforma Gaikai miała swoją premierę w listopadzie 2008 roku. Cała gra odbywa się na zdalnym serwerze, a zrenderowana treść przesyłana jest do użytkownika za pomocą szybkiego łącza internetowego. Do gry wystarczy komputer osobisty zdolny do uruchomienia przeglądarki internetowej (Internet Explorer, Google Chrome, Mozilla Firefox, Safari), telewizor z linii Smart TV! firmy Samsung, wybrane modele telewizorów LG, lub tablet Wikipad. 
Na początku lipca 2012 roku Sony Computer Entertainment wykupiło Gaikai za 380 milionów dolarów.